# Седма влада Николе Узуновића
Седма влада Николе Узуновића је била влада Краљевине Југославије од 22. октобра 1934. до 20. децембра 1934. године.

## Чланови владе
| Функција                                       | Слика | Име и презиме             | Детаљи          |
| ---------------------------------------------- | ----- | ------------------------- | --------------- |
| Председник Министарског савета                 |       | Никола Т. Узуновић        |                 |
| Министар иностраних послова                    |       | Богољуб Јевтић            |                 |
| Министар војске и морнарице                    |       | Петар Живковић            |                 |
| Министар унутрашњих послова                    |       | Живојин Лазић             |                 |
| Министар правде                                |       | Божидар Ж. Максимовић     | до 1. 11. 1934. |
| Министар правде                                |       | Драгутин С. Којић         | заступник       |
| Министар просвете                              |       | Илија Шуменковић          |                 |
| Министар финансија                             |       | Милорад Ђорђевић          |                 |
| Министар грађевина                             |       | Стјепан Сркуљ             |                 |
| Министар трговине и индустрије                 |       | Јурај Деметровић          |                 |
| Министар пољопривреде                          |       | Драгутин С. Којић         |                 |
| Министар шума и рудника                        |       | Милан Улмански            |                 |
| Министар саобраћаја                            |       | Огњен Б. Кузмановић       |                 |
| Министар социјалне политике и народног здравља |       | Фран Новак                |                 |
| Министар за физичко васпитање народа           |       | Грга Будислав Анђелиновић |                 |
| Министар без портфеља                          |       | Војислав Д. Маринковић    |                 |
| Министар без портфеља                          |       | Милан Сршкић              |                 |